# 1968年グルノーブルオリンピックのクロスカントリースキー競技
1968年グルノーブルオリンピックのクロスカントリースキー競技（1968ねんグルノーブルオリンピックのクロスカントリースキーきょうぎ）は、1968年2月7日から2月16日までフランス、グルノーブル近郊のオートホンで行われた。
男子30kmで優勝したフランコ・ノーネスに金メダルを渡したのは、IOC委員で国際庭球連盟会長のジョルジオ・ステファニ。
男子50kmではヨーゼフ・ハースがこの種目で北欧勢を除いて初めてのメダリストとなった。

## 競技結果

### 男子

#### 30km
- 1968年2月7日
- エントリー66人：完走63人
- Sports-Reference.com (Olympics) のアーカイブ (英語)
- 1968年グルノーブルオリンピックのクロスカントリースキー競技 - Olympedia（英語）
- グルノーブルオリンピック公式記録(PDF):P378
- フランコ・ノーネスはオリンピッククロスカントリースキー種目で初めてイタリアに金メダルをもたらした。

| 順位 | 名前                         | 国・地域     | 記録           |
| ---- | ---------------------------- | ------------ | -------------- |
| 1    | フランコ・ノーネス           | イタリア     | 1時間35分39秒2 |
| 2    | オッド・マルティンセン       | ノルウェー   | 1時間36分28秒9 |
| 3    | エーロ・マンティランタ       | フィンランド | 1時間36分55秒3 |
| 4    | ヴラディーミル・ヴォロンコフ | ソビエト連邦 | 1時間37分10秒8 |
| 5    | ジョルジョ・デ・フロリアン   | イタリア     | 1時間37分12秒9 |
| 6    | カレヴィ・ラウリラ           | フィンランド | 1時間37分29秒8 |
| 7    | カレヴィ・オイカライネン     | フィンランド | 1時間37分34秒4 |
| 8    | グンナル・ラーション         | スウェーデン | 1時間37分48秒1 |
| 9    | ヴァルター・デメル           | 西ドイツ     | 1時間37分49秒2 |
| 10   | アナトリ・アケンティエフ     | ソビエト連邦 | 1時間37分52秒4 |
| 33   | 佐藤常貴雄                   | 日本         | 1時間43分13秒8 |
| 45   | 佐藤和男                     | 日本         | 1時間46分12秒4 |

#### 15km
- 1968年2月10日
- エントリー76人：完走72人
- Sports-Reference.com (Olympics) のアーカイブ (英語)
- 1968年グルノーブルオリンピックのクロスカントリースキー競技 - Olympedia（英語）
- グルノーブルオリンピック公式記録(PDF):P377

| 順位 | 名前                     | 国・地域     | 記録      |
| ---- | ------------------------ | ------------ | --------- |
| 1    | ハラルド・グルンニンゲン | ノルウェー   | 47分54秒2 |
| 2    | エーロ・マンティランタ   | フィンランド | 47分56秒1 |
| 3    | グンナル・ラーション     | スウェーデン | 48分33秒7 |
| 4    | カレヴィ・ラウリラ       | フィンランド | 48分37秒6 |
| 5    | ヤン・ハルヴァーション   | スウェーデン | 48分39秒1 |
| 6    | ビジョーネ・アンデション | スウェーデン | 48分41秒1 |
| 7    | ポール・ティルダム       | ノルウェー   | 48分42秒0 |
| 8    | オッド・マルティンセン   | ノルウェー   | 48分59秒3 |
| 9    | ヴァレリー・タラカノフ   | ソビエト連邦 | 49分04秒4 |
| 10   | カレヴィ・オイカライネン | フィンランド | 49分11秒1 |
| 50   | 佐藤常貴雄               | 日本         | 53分41秒2 |
| 53   | 松岡昭義                 | 日本         | 54分46秒2 |
| 63   | 小川弘                   | 日本         | 59分55秒4 |

#### 4×10kmリレー
- 1968年2月14日
- エントリー15チーム：完走15チーム
- Sports-Reference.com (Olympics) のアーカイブ (英語)
- 1968年グルノーブルオリンピックのクロスカントリースキー競技 - Olympedia（英語）
- グルノーブルオリンピック公式記録(PDF):P377

| 順位 | 名前 | 国・地域         | 記録           |
| ---- | --- | ---------------- | -------------- |
| 1    | オッド・マルティンセン ポール・ティルダム ハラルド・グルンニンゲン オーレ・エレフゼーター                 | ノルウェー       | 2時間08分33秒5 |
| 2    | ヤン・ハルヴァーション ビジョーネ・アンデション グンナル・ラーション アーサー・レーンルンド               | スウェーデン     | 2時間10分13秒2 |
| 3    | カレヴィ・オイカライネン ハンヌ・タイパレ カレヴィ・ラウリラ エーロ・マンティランタ                       | フィンランド     | 2時間10分56秒7 |
| 4    | ヴラディーミル・ヴォロンコフ アナトリ・アケンティエフ ヴァレリー・タラカノフ ヴャチェスラフ・ヴェデーニン | ソビエト連邦     | 2時間10分57秒2 |
| 5    | コンラッド・ヒシュラー ヨーゼフ・ハース フロリアン・コッホ アロイス・ケーリン                             | スイス           | 2時間15分32秒4 |
| 6    | ジョルジョ・デ・フロリアン フランコ・ノーネス パルミロ・セラフィーノ アルド・ステーラ                     | イタリア         | 2時間16分32秒2 |
| 7    | ゲルハルト・グリマー アクセル・レッサー ペーター・ティエル ゲルト＝ディエトマー・クラウス                 | 東ドイツ         | 2時間19分22秒8 |
| 8    | ヘルムト・ゲラーフ ヴァルター・ディメル ヘルベルト・シュタインバイザー カール・ブール                     | 西ドイツ         | 2時間19分37秒6 |
| 9    | ヤン・ファイスタブル ヴィト・フォウセック ヴァクラフ・ペジナ カレル・シュテフェル                         | チェコスロバキア | 2時間19分51秒3 |
| 10   | 佐藤常貴雄 奥芝外雄 佐藤和男 松岡昭義                                                                     | 日本             | 2時間20分54秒8 |

#### 50km
- 1968年2月15日
- エントリー60人：完走47人
- Sports-Reference.com (Olympics) のアーカイブ (英語)
- 1968年グルノーブルオリンピックのクロスカントリースキー競技 - Olympedia（英語）
- グルノーブルオリンピック公式記録(PDF):P378

| 順位 | 名前                         | 国・地域     | 記録           |
| ---- | ---------------------------- | ------------ | -------------- |
| 1    | オーレ・エレフゼーター       | ノルウェー   | 2時間28分45秒8 |
| 2    | ヴャチェスラフ・ヴェデーニン | ソビエト連邦 | 2時間29分02秒5 |
| 3    | ヨーゼフ・ハース             | スイス       | 2時間29分14秒8 |
| 4    | ポール・ティルダム           | ノルウェー   | 2時間29分26秒7 |
| 5    | メルシェル・リスベリ         | スウェーデン | 2時間29分37秒0 |
| 6    | グンナル・ラーション         | スウェーデン | 2時間29分37秒2 |
| 7    | ヤン・ハルヴァーション       | スウェーデン | 2時間30分05秒9 |
| 8    | ライダル・ヒュエルムスタ     | ノルウェー   | 2時間31分01秒8 |
| 9    | ヴァルター・ディメル         | 西ドイツ     | 2時間31分14秒4 |
| 10   | アーサー・レーンルンド       | スウェーデン | 2時間31分19秒3 |
| 29   | 佐藤常貴雄                   | 日本         | 2時間40分00秒5 |
| 38   | 奥芝外雄                     | 日本         | 2時間45分09秒4 |

### 女子

#### 5km
- 1968年2月13日
- エントリー34人：完走34人
- Sports-Reference.com (Olympics) のアーカイブ (英語)
- 1968年グルノーブルオリンピックのクロスカントリースキー競技 - Olympedia（英語）
- グルノーブルオリンピック公式記録(PDF):P376

| 順位 | 名前                     | 国・地域     | 記録      |
| ---- | ------------------------ | ------------ | --------- |
| 1    | トイニ・グスタフソン     | スウェーデン | 16分45秒2 |
| 2    | ガリナ・クラコワ         | ソビエト連邦 | 16分48秒4 |
| 3    | アレフティナ・コルチナ   | ソビエト連邦 | 16分51秒6 |
| 4    | バルブロ・マルティンソン | スウェーデン | 16分52秒9 |
| 5    | マルヤッタ・カヨスマ     | フィンランド | 16分54秒6 |
| 6    | リタ・アチキナ           | ソビエト連邦 | 16分55秒1 |
| 7    | インゲル・アフレス       | ノルウェー   | 16分58秒1 |
| 8    | セニア・プスマ           | フィンランド | 17分00秒3 |
| 9    | ステファニア・ビーグン   | ポーランド   | 17分03秒4 |
| 10   | ベリト・メルドレ         | ノルウェー   | 17分11秒9 |
| 32   | 加藤富士子               | 日本         | 18分28秒2 |

#### 10km
- 1968年2月9日
- エントリー34人：完走32人
- Sports-Reference.com (Olympics) のアーカイブ (英語)
- 1968年グルノーブルオリンピックのクロスカントリースキー競技 - Olympedia（英語）
- グルノーブルオリンピック公式記録(PDF):P376

| 順位 | 名前                         | 国・地域     | 記録      |
| ---- | ---------------------------- | ------------ | --------- |
| 1    | トイニ・グスタフソン         | スウェーデン | 36分46秒5 |
| 2    | ベリト・メルドレ             | ノルウェー   | 37分54秒6 |
| 3    | インゲル・アフレス           | ノルウェー   | 37分59秒9 |
| 4    | バルブロ・マルティンソン     | スウェーデン | 38分07秒1 |
| 5    | マルヤッタ・カヨスマ         | フィンランド | 38分09秒0 |
| 6    | ガリナ・クラコワ             | ソビエト連邦 | 38分26秒7 |
| 7    | アレフティナ・コルチナ       | ソビエト連邦 | 38分52秒9 |
| 8    | バッベン・エンゲル＝デイモン | ノルウェー   | 38分54秒4 |
| 9    | クリスティーネ・ネストラー   | 東ドイツ     | 39分07秒9 |
| 10   | バルブロ・タノ               | スウェーデン | 39分09秒6 |
| 23   | 加藤富士子                   | 日本         | 40分40秒0 |

#### 3×5kmリレー
- 1968年2月16日
- エントリー8チーム：完走8チーム
- Sports-Reference.com (Olympics) のアーカイブ (英語)
- 1968年グルノーブルオリンピックのクロスカントリースキー競技 - Olympedia（英語）
- グルノーブルオリンピック公式記録(PDF):P376

| 順位 | 名前                                                                 | 国・地域     | 記録           |
| ---- | -------------------------------------------------------------------- | ------------ | -------------- |
| 1    | インゲル・アフレス バッベン・エンゲル＝デイモン ベリト・メルドレ     | ノルウェー   | 57分30秒0      |
| 2    | ブリット・ストランベリ トイニ・グスタフソン バルブロ・マルティンソン | スウェーデン | 57分51秒0      |
| 3    | アレフティナ・コルチナ リタ・アチキナ ガリナ・クラコワ               | ソビエト連邦 | 58分13秒6      |
| 4    | セニア・プスラ マリヤッタ・オイッコネン マルヤッタ・カヨスマ         | フィンランド | 58分45秒1      |
| 5    | ヴェロニカ・ブドニー ユゼファ・チェルニアフスカ ステファニア・ボグン | ポーランド   | 59分04秒7      |
| 6    | レナート・クーラー グドルン・シュミット クリスティーネ・ネストラー   | 東ドイツ     | 59分33秒9      |
| 7    | ミヒャエラ・エンドラー バーバラ・バーテル モニカ・マークラス         | 西ドイツ     | 1時間01分49秒3 |
| 8    | ヴェリチカ・パンデワ ナデツダ・ヴァシリエワ ツヴェタナ・ソティロワ   | ブルガリア   | 1時間05分35秒7 |

## 各国メダル数
| 順 | 国・地域     | 金 | 銀 | 銅 | 計 |
| -- | ------------ | -- | -- | -- | -- |
| 1  | ノルウェー   | 4  | 2  | 1  | 7  |
| 2  | スウェーデン | 2  | 2  | 1  | 5  |
| 3  | イタリア     | 1  | 0  | 0  | 1  |
| 4  | ソビエト連邦 | 0  | 2  | 2  | 4  |
| 5  | フィンランド | 0  | 1  | 2  | 3  |
| 6  | スイス       | 0  | 0  | 1  | 1  |